# حمض الفولينيك

Levofolinic acid

حمض الفولينيك أو فولينيك أسيد (INN) أو ليوكوفورين (USAN) هو دواء مساعد في العلاج الكيميائي للسرطان بضمنها ميثوتركسيت. كما أنه يعطي مفعول تآزر عند استخدامه مع فلورويوراسيل.
حمض الفولينيك هو فيتامير لحمض الفوليك، لكن يجب تمييزه عنه.